# Jane Urquhart
Jane Urquhart, (nacida el 21 de junio de 1949) es una escritora canadiense.

## Biografía
Nacida unos 300 kilómetros al norte de Thunder Bay, en Ontario. Es la tercera hija de Marian Quinn y Walter (Nick) Carter, ingeniero de minas. Urquhart pasó su infancia y adolescencia en Toronto, donde estudió en el Havergal College, una escuela privada de élite para niñas. Se licenció en Literatura Inglesa en 1971 por la Universidad de Guelph.
Durante su estancia en la universidad, conoció al artista visual Paul Keele, con el que se casó en 1968. Keele murió en accidente de tráfico en 1973, tras lo cual Jane volvió a la Universidad de Guelph a estudiar historia del arte, estudios en los que se licenció en 1976. Ese mismo año volvió a casarse, con el también artista Tony Urquhart. Con él ha tenido una hija, Emily, nacida en 1977.
Urquhart ha sido escritor residente en la Universidad de Ottawa y en la Memorial University of Newfoundland y, durante el invierno y el verano de 1997, ocupó la plaza de escritor residente presidencial de la Universidad de Toronto. Ha ofrecido numerosas conferencias y lecturas de sus obras en Canadá, Reino Unido, Estados Unidos y Australia. En la actualidad, ocupa el cargo de escritor residente en la Universidad de Guelph, aunque divide su tiempo entre Ontario e Irlanda.

## Obras
Las obras de Urquhart se han publicado en diversos idiomas y países, incluyendo Países Bajos, Francia, Alemania, Reino Unido, Escandinavia, Australia y los Estados Unidos.

### Novelas
- The Whirlpool (1986)
- Changing Heaven (1990)
- Away (1993) (En otro mundo, 1996)
- The Underpainter (1997) (El pintor furtivo, 1998)
- The Stone Carvers (2001)
- A Map of Glass (2005)
- Sanctuary Line (2010)
- The Night Stages (2015)

### Relatos
- Storm Glass (1987)

### Poesía
- I'm Walking in the Garden of His Imaginary Palace
- False Shuffles
- The Little Flowers of Madame de Montespan
- Some Other Garden

### No ficción
- Extraordinary Canadians: Lucy Maud Montgomery (2009)
- A Number of Things: Stories of Canada Told Through Fifty Objects (2016)